# Fábio Ayres
Fábio Ayres, meglio noto come Fabinho (Guarulhos, 28 aprile 1991), è un calciatore brasiliano, attaccante dell'União Suzano.

## Caratteristiche tecniche
È un giocatore estremamente duttile nel reparto avanzato, capace di ricoprire sia il ruolo di esterno d'attacco in moduli quali 4-3-3 e 4-2-3-1, sia di seconda punta in un classico 4-4-2; riesce a disimpegnarsi anche come trequartista nonché ad adattarsi, all'occorrenza, a laterale in un centrocampo a 5. A suo agio nell'attaccare gli spazi, nonché dotato di un fisico che gli permette di coniugare forza, resistenza e velocità, ha nel cambio di passo e nelle conclusioni a rete, potenti e immediate, le maggiori peculiarità del suo bagaglio tecnico.

## Carriera
Dopo gli inizi in patria nel vivaio del Campo Grande, arriva in Italia nel 2008, prelevato dall'Udinese che lo inserisce inizialmente nel suo settore giovanile. Non arriva a esordire nella prima squadra dei friulani, che lo cedono in prestito nelle serie minori dapprima alla Salernitana, in Prima Divisione, dove nel 2011 raggiunge la finale play-off persa dai campani contro il Verona, e poi al Modena, in Serie B.
Nel 2012 approda ancora in prestito al Perugia, in Prima Divisione, dove, dopo aver perso al primo anno la semifinale play-off con il Pisa, nel 2014 vince campionato e supercoppa di categoria ritornando fra i cadetti. Acquistato a titolo definitivo dai grifoni nella successiva estate, sul finire dello stesso anno il brasiliano è colpito da una squalifica federale per «violazione della clausola compromissoria», a causa di una doppia procura, che lo tiene lontano dai campi per quattro mesi; una volta tornato arruolabile, con i perugini raggiunge i play-off, persi al turno preliminare contro il Pescara.
Dopo quattro anni in Umbria, il 2 agosto 2016 si trasferisce al Vicenza. In Veneto scende tuttavia in campo solo 8 volte, senza mai andare in gol, in una stagione deludente per i berici e conclusasi con la retrocessione in Serie C. Il 9 agosto 2017 viene ingaggiato dalla Paganese.

## Statistiche

### Presenze e reti nei club
Statistiche aggiornate al 2 agosto 2016.
| Stagione        | Squadra         | Campionato      | Campionato | Campionato | Coppe nazionali | Coppe nazionali | Coppe nazionali | Coppe continentali | Coppe continentali | Coppe continentali | Altre coppe | Altre coppe | Altre coppe | Totale | Totale |
| Stagione        | Squadra         | Comp            | Pres       | Reti       | Comp            | Pres            | Reti            | Comp               | Pres               | Reti               | Comp        | Pres        | Reti        | Pres   | Reti   |
| --------------- | --------------- | --------------- | ---------- | ---------- | --------------- | --------------- | --------------- | ------------------ | ------------------ | ------------------ | ----------- | ----------- | ----------- | ------ | ------ |
| 2010-gen. 2011  | Udinese         | A               | 0          | 0          | CI              | 0               | 0               | -                  | -                  | -                  | -           | -           | -           | 0      | 0      |
| gen.-giu. 2011  | Salernitana     | 1D              | 15+4       | 5+1        | CI+CI-LP        | -               | -               | -                  | -                  | -                  | -           | -           | -           | 19     | 6      |
| 2011-2012       | Modena          | B               | 14         | 1          | CI              | 2               | 0               | -                  | -                  | -                  | -           | -           | -           | 16     | 1      |
| 2012-2013       | Perugia         | 1D              | 26+2       | 4          | CI+CI-LP        | 3+4             | 2+1             | -                  | -                  | -                  | -           | -           | -           | 35     | 7      |
| 2013-2014       | Perugia         | 1D              | 31         | 5          | CI+CI-LP        | 0+2             | 2               | -                  | -                  | -                  | SdL-1D      | 0           | 0           | 33     | 7      |
| 2014-2015       | Perugia         | B               | 21+1       | 2          | CI              | 0               | 0               | -                  | -                  | -                  | -           | -           | -           | 22     | 2      |
| 2015-2016       | Perugia         | B               | 17         | 2          | CI              | 2               | 0               | -                  | -                  | -                  | -           | -           | -           | 19     | 2      |
| Totale Perugia  | Totale Perugia  | Totale Perugia  | 95+3       | 13         |                 | 11              | 5               |                    | -                  | -                  |             | 0           | 0           | 109    | 17     |
| Totale carriera | Totale carriera | Totale carriera | 124+7      | 19+1       |                 | 13              | 5               |                    | -                  | -                  |             | 0           | 0           | 144    | 25     |

## Palmarès

### Club
- Lega Pro Prima Divisione: 1

Perugia: 2013-2014 (girone B)
- Supercoppa di Lega di Prima Divisione: 1

Perugia: 2014